# Papá Noel
Papá Noel (del francés Noël, Navidad), conocido también como Santa Claus (en neerlandés: Sinterklaas), Viejito Pascuero, Colacho, San Nicolás o simplemente Santa, es un personaje legendario originario del cristianismo occidental, conocido por repartir regalos a niños durante las noches de Nochebuena y Navidad (24 y 25 de diciembre). Estos regalos pueden contener juguetes, golosinas, carbón o simplemente nada, dependiendo de si el infante se encuentra en la «lista de niños buenos o malos». Según la leyenda, Papá Noel fabrica los regalos con ayuda de sus elfos, con los que trabaja en su taller, repartiendo los regalos con ayuda de sus renos que tiran de su trineo por el aire.
El personaje de Papá Noel está inspirado en tradiciones folclóricas destacadas de personajes como Nicolás de Bari (como también de su versión legendaria húngara, Mikulás) por parte del folclore europeo, la personificación de la Navidad según el folclore inglés de Papá Noel, y la figura neerlandesa de Sinterklaas.

## Figuras predecesoras

### Nicolás de Bari

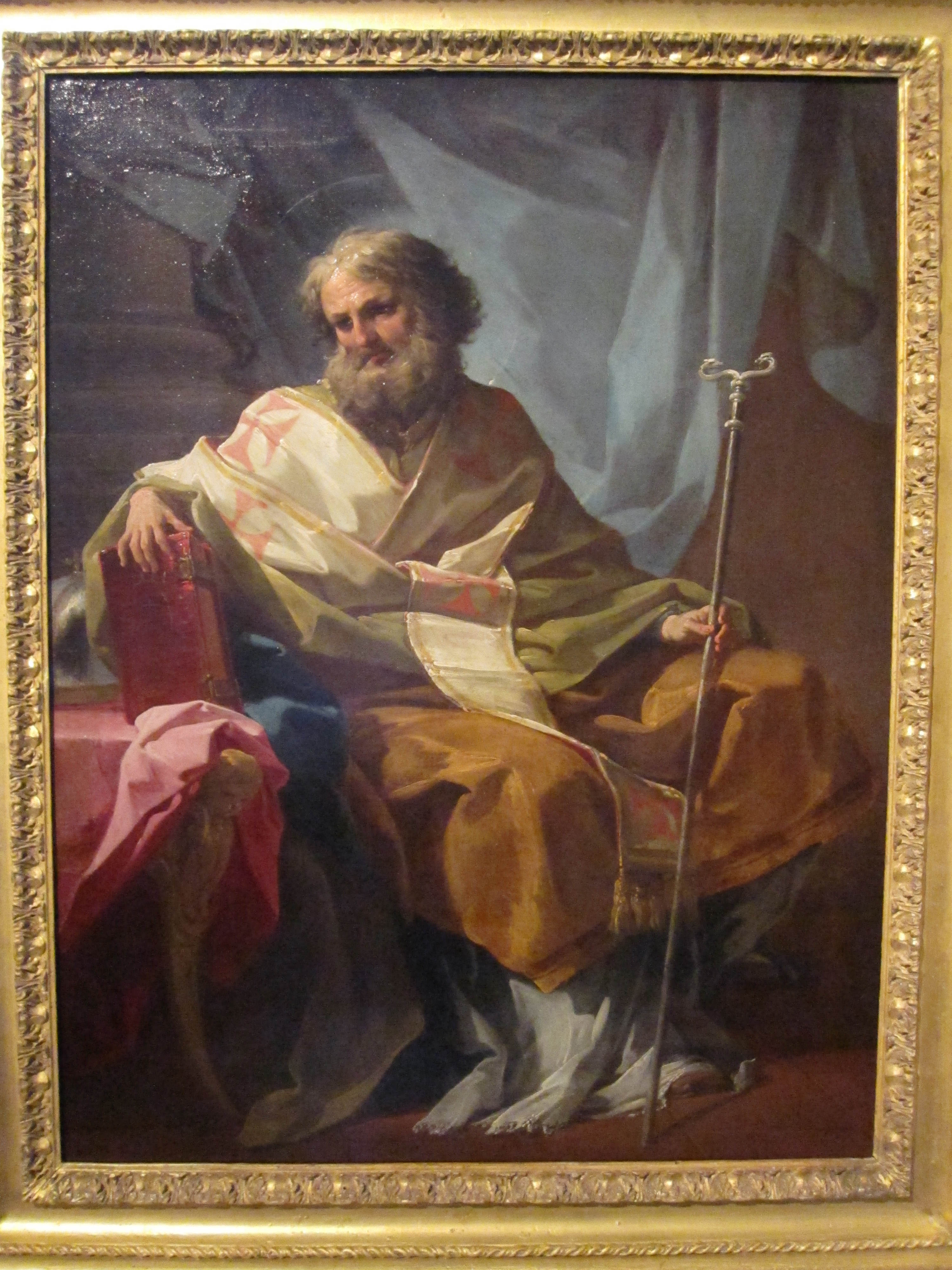
San Nicolás retratado por el pintor Corrado Giaquinto.

Nicolás de Bari, más conocido como San Nicolás, fue un obispo nacido en la ciudad de Patara en la región de Licia de Asia Menor. Según la leyenda tradicional, Nicolás de Bari era hijo de dos padres cristianos de ascendencia griega muy ricos. Al fallecer sus padres, Nicolás de Mira repartió la riqueza de sus padres a gente pobre. Uno de los mayores actos de generosidad de Nicolás fue el donar su riqueza a un devoto que había gastado toda su riqueza debido a la «conspiración y envidia de Satanás», por lo que no podía pagar dotes para sus tres hijas, lo cual  significaba que las mujeres se quedarían solteras y, al no tener un empleo, se verían obligadas a convertirse en prostitutas.
Nicolás, al enterarse de la situación de pobreza del padre devoto y sus tres hijas, decidió ayudar a la familia, pero al ser demasiado modesto como para ayudar a la familia de forma pública -o al menos para evitar que la familia se sintiera humillada por su situación económica-, Nicolás se fue a la casa de la familia durante la noche y echó una bolsa llena de monedas de oro por una de las ventanas de la casa, Cuando la familia encontró el dinero, el padre arregló el matrimonio de su primera hija, y después de que se casara, Nicolás volvió a tirar, durante la noche, otra bolsa con monedas de oro a la misma ventana de la casa de la familia.
Durante la Edad Media, en la tarde del 5 de diciembre, víspera de la fiesta de San Nicolás el 6 de diciembre, a los niños se les hacían regalos en su honor. Esta fecha era la original, pero en el curso de la reforma protestante y su oposición a la veneración de santos se trasladó en varios países al 24 y 25 de diciembre. El cambio de fecha para el acto de hacer regalos a niños con ocasión de la Navidad fue propagado por el teólogo Martín Lutero como una alternativa para la antigua costumbre de regalar durante la fiesta de San Nicolás, con el fin de centrarse en la veneración de Cristo y no en la veneración de santos. Al principio Lutero propuso al Christkind como el que reparte los regalos, pero San Nicolás se mantuvo como el repartidor debido a su popularidad.

#### Mikulás
Mikulás es un personaje legendario inspirado en las leyendas tradicionales de Nicolás de Bari. Tanto el personaje como las tradiciones que incluyen a este personaje -como la fiesta de San Nicolás el 5 de diciembre (19 de diciembre según el calendario juliano- son bien conocidas y celebradas en países como Austria, Croacia, Eslovaquia, Eslovenia, Hungría, Luxemburgo, Polonia, República Checa y Ucrania.
Aparte de adaptar características y leyendas del obispo Nicolás de Bari, Mikulás también presenta características de dioses provenientes de la mitología nórdica. Tras la propagación del cristianismo por el mundo occidental, este adoptó las celebraciones y festividades que se consideraban paganas, entre las que destacaba la costumbre de los pueblos nórdicos de obsequiar regalos durante el solsticio de invierno, costumbre que estaba relacionada con el dios Odín, el cual volaba durante el solsticio de invierno por la noche en un carro lleno de regalos. El cristianismo vinculó la festividad y costumbre a la fiesta de San Nicolás.

### Folclore inglés

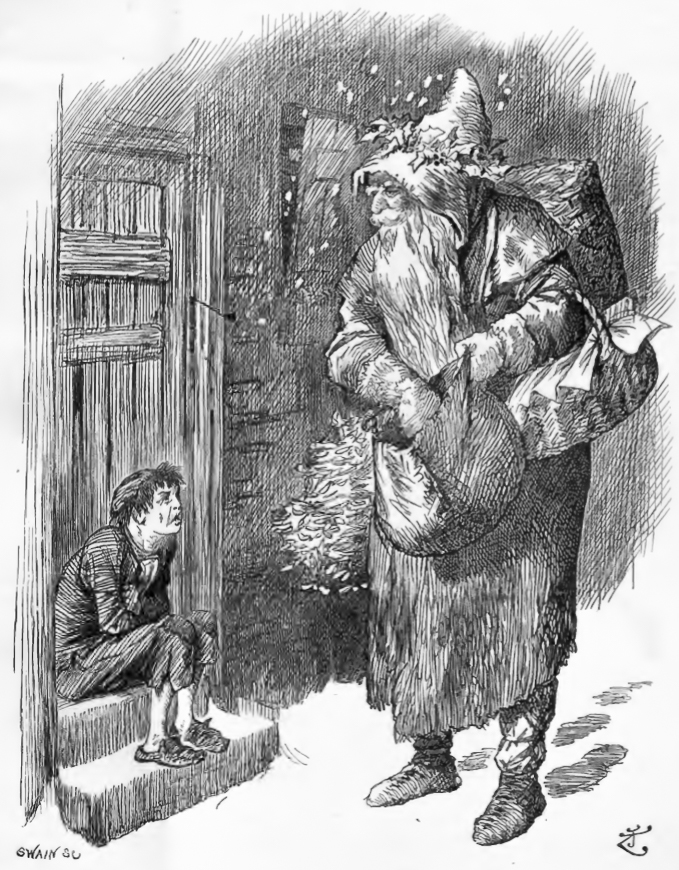
«A Christmas Puzzle», ilustración de John Tenniel para la revista Punch, 1895.

En el folclore inglés existe un personaje considerado como la personificación de la Navidad, llamado Father Christmas, nombre que se traduce como «Padre Navidad». La personificación fue al principio parte de una antigua tradición inglesa que no estaba relacionada con el Papá Noel moderno. La primera mención de Father Christmas se hace en el villancico navideño «Sir Christèmas», un villancico de autor anónimo, que aparece por primera vez en el Manuscrito Ritson, que se cree fue creado antes de 1510. El poema fue atribuido a Richard Smart, rector de Plymtree, en Devon entre 1435 y 1477.
En la mayor parte de Inglaterra, la palabra «Yule» fue reemplazada por «Navidad» en el siglo XI, pero en algunos lugares de Inglaterra se mantuvo «Yule» como el término dialectal normal. Algunas personificaciones que ilustraban una afición medieval por los espectáculos y los simbolismos, se popularizaron durante los periodos Tudor y Estuardo con personajes con nombres como ‘Capitán Navidad’, ‘Príncipe Navidad’, o el ‘Señor de la Navidad’, personajes que presidían en banquetes y eventos de entretenimiento en grandes casas y universidades. En el siglo XVII, el auge del puritanismo en Inglaterra condujo a que se criticara al papado por las tradiciones navideñas anteriores a la reforma anglicana, lo cual fue debido a que, a mediados de la década de 1640, los puritanos controlaban el gobierno inglés, haciendo esfuerzos para abolir y prohibir la Navidad y sus costumbres tradicionales: durante 15 años, hacia el año 1644, antes y durante del interregno inglés de 1649 a 1660, estuvo prohibida la celebración de la Navidad en Inglaterra.
«Father Christmas» volvió a aparecer en un panfleto de 1652, poco después de que estallara la guerra civil inglesa, publicado anónimamente por el poeta satírico parlamentario, John Taylor, titulado «The Vindication of Christmas». En dicho poema se describe a un hombre de cierta edad, barbudo, con un sombrero de ala ancha y túnica. Durante la restauración inglesa, en 1660 se recuperaron la mayoría de celebraciones tradicionales navideñas, algunas con cambios en comparación con sus versiones anteriores a la prohibición de la Navidad, pero debido a que no se había celebrado la festividad por un largo tiempo, esta dejó de ser algo importante para el folclore inglés y, por consiguiente, ha sido menos documentada. Durante la era Victoriana del siglo XIX, varias costumbres de la Navidad experimentaron un renacimiento significativo, entre ellas «Father Christmas», que se hizo conocido como representación del ‘buen ánimo’, por lo que su apariencia física durante esa época también era más variable y ya no era tan común que fuese retratado como una figura anciana y barbuda como lo hacían los escritores del siglo XVII.

### Folclore europeo occidental

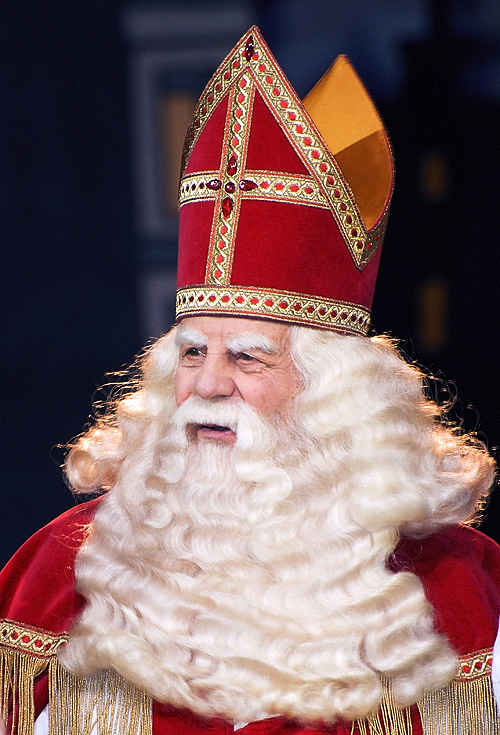
Una persona vestida como Sinterklaas, un personaje característico en la fiesta de San Nicolás en algunos países europeos, 2007.

En el folclore de varios países de la Europa occidental, especialmente Bélgica, Países Bajos y Suiza, durante las festividades de San Nicolás, en vez de imitar a Nicolás de Bari, se personifica a Sinterklaas, también llamado Sint-Nicolaas, un personaje legendario perteneciente a las culturas  neerlandesa, belga y suiza. A Sinterklaas se le representa como una persona anciana, majestuosa y seria de pelo blanco, vistiendo una casulla o capa sobre un alba, algunas veces con una estola encima, portando una mitra y un báculo.
Durante la Edad Media, varios monasterios alemanes y del norte de Francia celebraban la fiesta de San Nicolás mostrando respeto y adoración mediante obras de teatro. Durante una de estas obras de teatro en honor de San Nicolás, el santo «aparecía» ante los niños, premiando a los escolares aplicados y amonestando a los perezosos. La celebración de la fiesta de San Nicolás comenzó a tener mayor relevancia en los siglos XIII y XVI junto a otras celebraciones como la fiesta del obispillo. Sinterklaas, junto a varios otros personajes y personificaciones inspiradas en santos, fueron criticadas durante la reforma protestante, siendo prohibidos varios de estos personajes junto con sus respectivas festividades porque veneraban a santos católicos. Hacia 1600, la primera ciudad en prohibir y abolir la fiesta de San Nicolás fue Delft, condenándola como una superstición católica. A la prohibición de Delft se sumaron otras ciudades, prohibiendo y aboliendo la venta de golosinas, zapatosy juguetes relacionados con la festividad y Sinterklaas. El teólogo Martín Lutero, quien se oponía a la festividad, manifestó que las festividades relacionadas con el reparto de regalos eran más apropiadas en Navidad.

## Historia

### Orígenes
Las primeras representaciones de Papá Noel en la historia del cristianismo, se remontan hasta la fusión de los personajes de San Nicolás con ‘Father Christmas’, dando como resultado el personaje mítico conocido por el resto del mundo como Santa Claus (una derivación fonética de Sinterklaas, del neerlandés). En varias de las posesiones inglesas de ultramar, posteriormente en las colonias inglesas en América y finalmente en países como Canadá y Estados Unidos, las versiones inglesas y neerlandesas del repartidor de regalos se fusionaron en el futuro. Por ejemplo, en el libro A History of New York escrita por Washington Irving en 1809, Sinterklaas fue anglicanizado a Santa Claus. En la representación hecha por Washington Irving, Papá Noel ya no tenía su apariencia de obispo, en su representación, Papá Noel fue representado como un marino neerlandés gordo el cual vestía un abrigo verde. El libro de Irving era una parodia al pueblo neerlandés de Nueva York, siendo en gran parte, una invención suya hecha en broma. La representación de Washington Irving era parte de un movimiento en Nueva York que buscaba atenuar las celebraciones navideñas, las cuales se hacían más agresivas, las cuales incluían invasiones agresivas a casas bajo la excusa de venta de bebidas, relaciones sexuales prematrimoniales, y demostraciones públicas de parafilias; las celebraciones de la época fueron ridiculizadas tanto por comerciantes de clase alta, como por puristas cristianos.

### SigloXIX

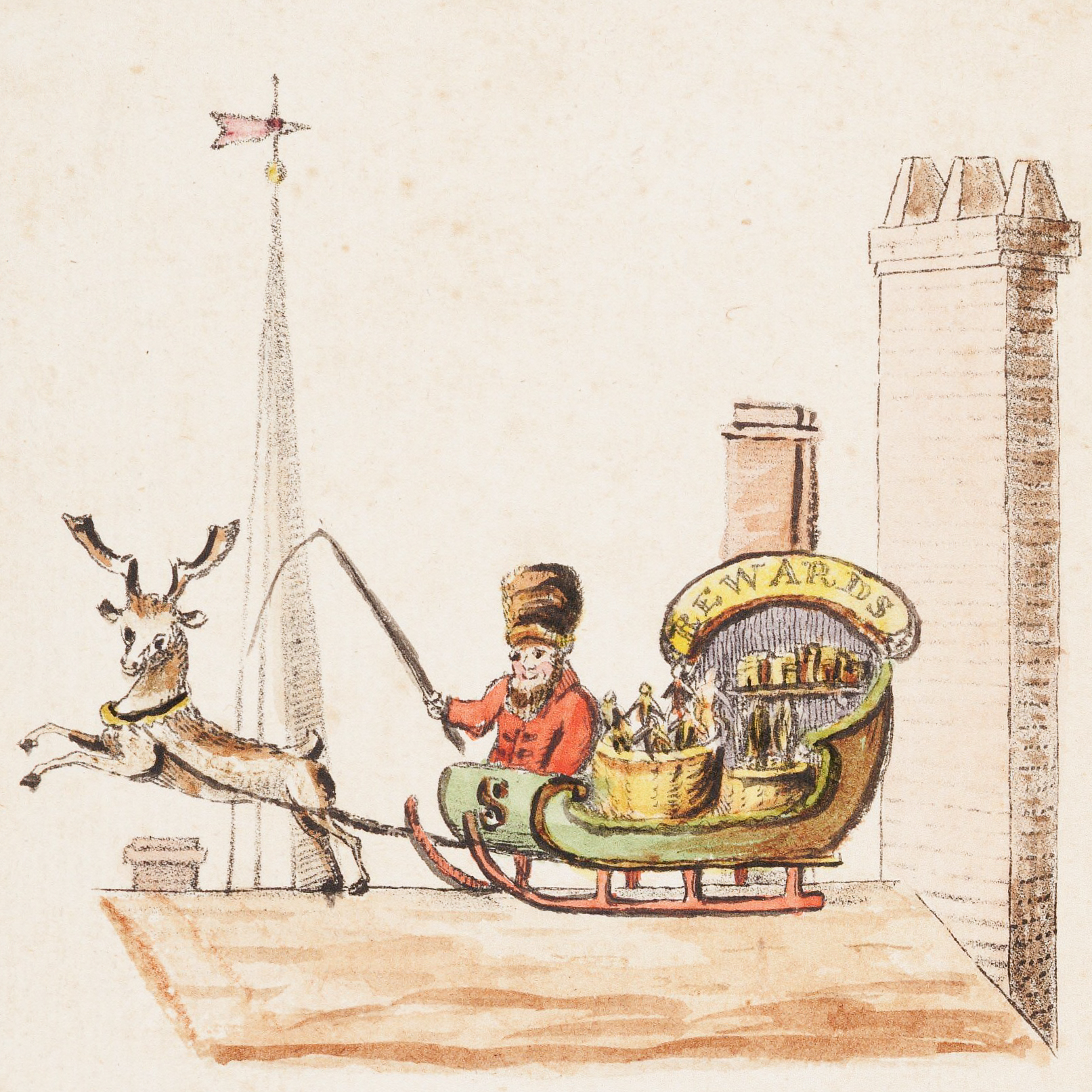
Una ilustración de los primeros versos de “Old Santeclaus with Much Delight”, un poema de autor anónimo publicado en 1821.

En 1821, en el libro “A New-year's present, to the little ones from five to twelve”, libro publicado en Nueva York, el poema Old Santeclaus with Much Delight, de autor anónimo, describe a Papá Noel sobre un trineo con un reno, repatiendo regalos a niños. Algunas de las ideas modernas acerca de Papá Noel se hicieron ampliamente conocidas luego de la publicación anónima del poema “A Visit From St. Nicholas”, también conocido como “The Night Before Christmas” en la ciudad de Troy, el 23 de diciembre de 1823; Clement Clark Moore declaró poco después de ser el autor del poema, aunque hubo debate por quién era el autor original, entre Moore y Henry Livingston, Jr. (quien falleció 9 años antes de la declaración de Moore). En el texto, Papá Noel es descrito como “gordito, un viejo elfo alegre” con una “pequeña barriga”, y que se “sacude como un bol de gelatina cuando se ríe”; en el mismo poema se dennota que esta versión de Papá Noel tenía un tamaño diminuto, ya que se hace mención de un pequeño trineo y de sus ocho, también pequeños, renos. Algunos de los renos que tiraban del trineo de Papá Noel llevaban nombres distintos a los que llevan en el presente, estos siendo Dunder y Blixem, cuyos nombres fueron posteriormente cambiados por Donner y Blitzen, nombres que sonaban más alemanes.
Una variante extendida de Papá Noel en algunas partes de Estados Unidos fue “Kris Kringle”. Una revista de 1853, describe la celebración de la navidad estadounidense, se menciona a varios niños colgando botas navideñas durante Nochebuena a espera de un “personaje fabuloso”. “Kris Kringle” tuvo gran reconocimiento en estados como Pensilvania, Maryland y Nueva York, el autor del artículo en la revista mencionó que la descripción de Moore acerca de Papá Noel también es aplicable para “Kris Kringle”.

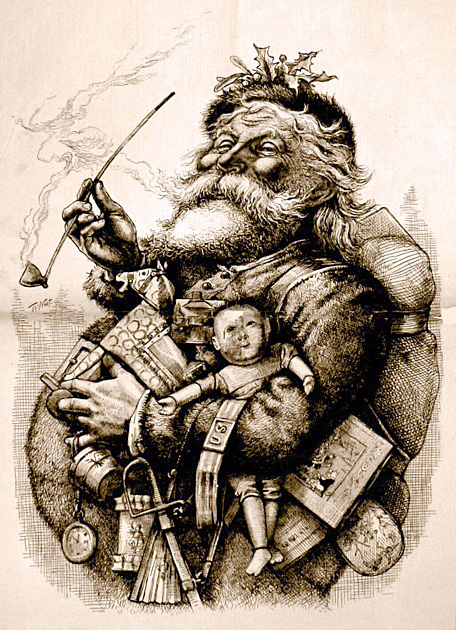
Ilustración de Papá Noel hecha por Thomas Nast en 1881, ilustración que definió la imagen moderna de Papá Noel.

Thomas Nast, un dibujante caricaturesco alemán–estadounidense, fue uno de los que más contribuyó la forma moderna del personaje. Entre 1863 y 1886, varias de sus ilustraciones fueron publicadas en el Harper's Magazine, con el paso de los años, las ilustraciones de Papá Noel mostraban una evolución de lo que, anteriormente era un diminuto elfo al personaje moderno con tamaños más similares al de un humano. En algunas de sus ilustraciones navideñas, se muestra como Nast popularizó la  creencia de que Papá Noel vive en la región del Polo Norte, en 1866, en un collage de varias representaciones suyas del personaje titulado Santa Claus and His Works se puede ver la ubicación de “Santa Claussville, N.P.”. En una colección de las ilustraciones de Nast a color, publicado en 1869, este contiene un poema hecho por el autor George P. Webster, titulado “Santa Claus and His Works”, en este se menciona la ubicación de Papá Noel como “cerca del Polo Norte, entre el hielo y la nieve”.

### SigloXX
En el libro “The life and adventures of Santa Claus”, un libro infantil escrito por L. Frank Baum, publicado en 1902; se menciona cómo Papá Noel (o Santa Claus como se menciona en el libro), consigue la inmortalidad y su título como santo. En el libro, se habla acerca de la vida de Papá Noel como un ser mortal, en un consejo, varias deidades vieron “la nobleza y humildad” de Papá Noel a lo largo de su vida, regalando juguetes a niños, decidieron darle a Papá Noel la inmortalidad, con la decisión de que “una vida así no puede ser perdonada mientras haya hijos de la humanidad que lo extrañen y se lamenten por su pérdida”. Mientras Papá Noel dormía, el consejo dio a este personaje una “manta de inmortalidad” la que posteriormente se fusionó y desapareció envolviéndose entre su cuerpo. En el mismo consejo, estas deidades le dieron a Papá Noel el título de “Santo patrón de los niños”.

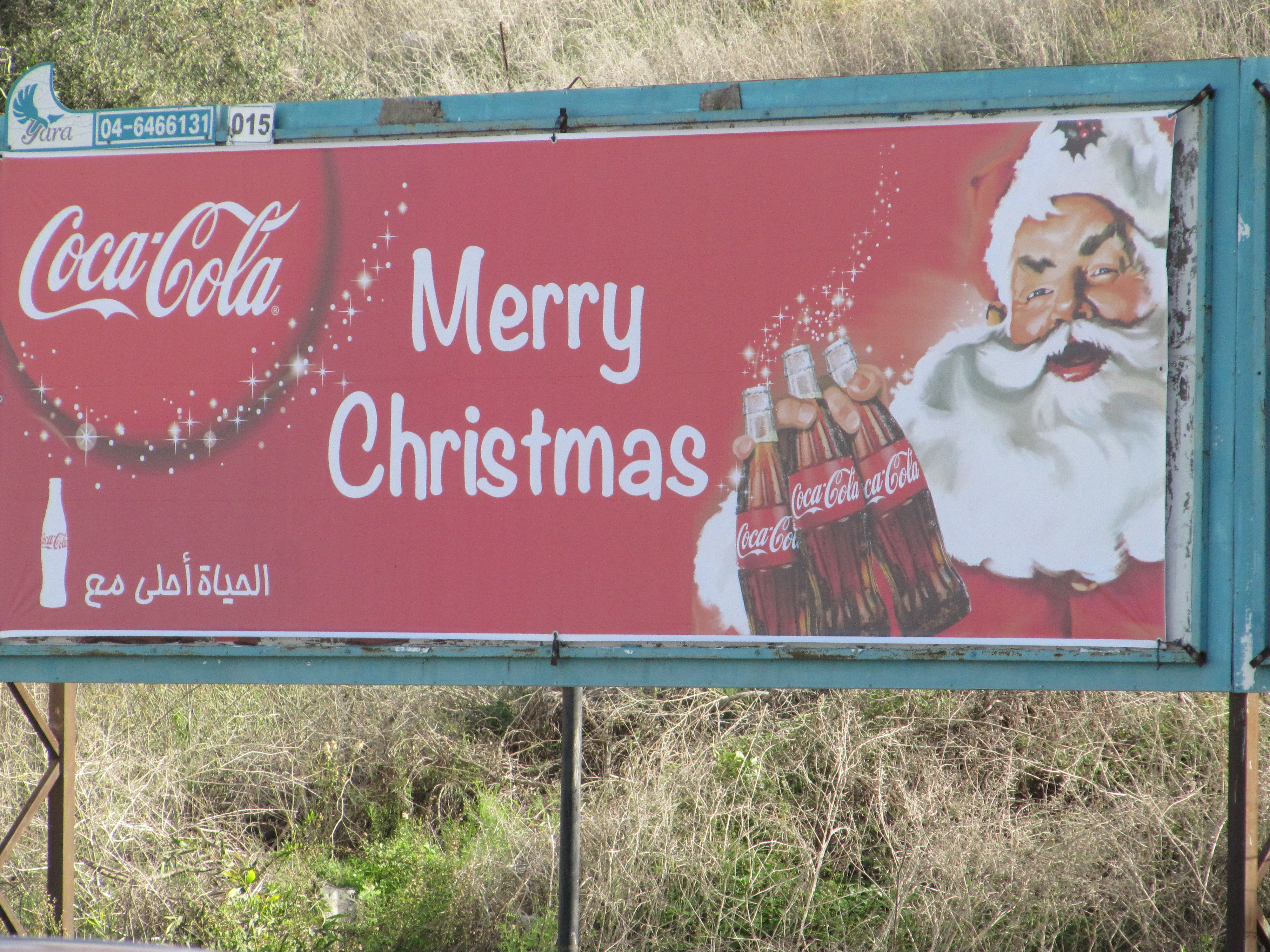
Un anuncio en la ciudad de Nazaret, Israel; se puede ver a Papá Noel agarrando varias botellas de Coca-Cola, nótese que los colores característicos de Papá Noel son similares a los que usa la marca Coca-Cola en sus productos.

Durante la década de 1930, varias imágenes de Papá Noel fueron ilustradas por el artista Haddon Sundblom, mismas que lo harían reconocido, ya que estas fueron comisionadas y usadas por The Coca-Cola Company para sus anuncios y comerciales en todo el mundo. La empresa, quería una representación del personaje legendario que lo representara como un personaje carismático, como también ser realista y simbólico, pidieron a Sundblom que lo representase como realmente es y no como si fuese “una persona disfrazada de Papá Noel”. Aunque la aparición de Papá Noel en un traje de color rojo no era raro, puesto que ya existían ilustraciones mucho antes que las de Sundblom, su primera aparición en un anuncio para la bebida Coca-Cola en la revista The Saturday Evening Post, marcó el inicio de varias leyendas urbanas, varias hablaban de que The Coca-Cola Company y el artista de estas representaciones, Haddon Sundblom, son los creadores originales de Papá Noel. Esto debido a que los colores que viste Papá Noel en la mayoría de anuncios y arte promocional de la bebida eran los mismos que The Coca-Cola Company usa, lo que creaba la relación entre Papá Noel y Coca-Cola. La leyenda urbana normalmente terminaba con la errónea acreditación de Sundblom como el único creador del personaje y no otros contribuyentes como son Clement Clark Moore, Washington Irving o Thomas Nast como era en realidad. El mayor competitor de The Coca-Cola Company, Pepsi-Cola (actualmente PepsiCo), también comenzó a usar ilustraciones similares de Papá Noel en sus comerciales durante las décadas de 1940 y 1950. En algunos casos cambiando el color de la ropa de Papá Noel a un color azul, el color de la marca y de su bebida, Pepsi. Aunque The Coca-Cola Company popularizó el uso de Papá Noel en anuncios y comerciales, no fue la primera empresa en hacerlo, antes de las ilustraciones de Sundblom, la empresa de agua mineral, White Rock Beverages, y la empresa turca de cigarrillos, Murad, ya habían usado la figura de Papá Noel para sus anuncios durante la década de 1920.

### Leyenda actual

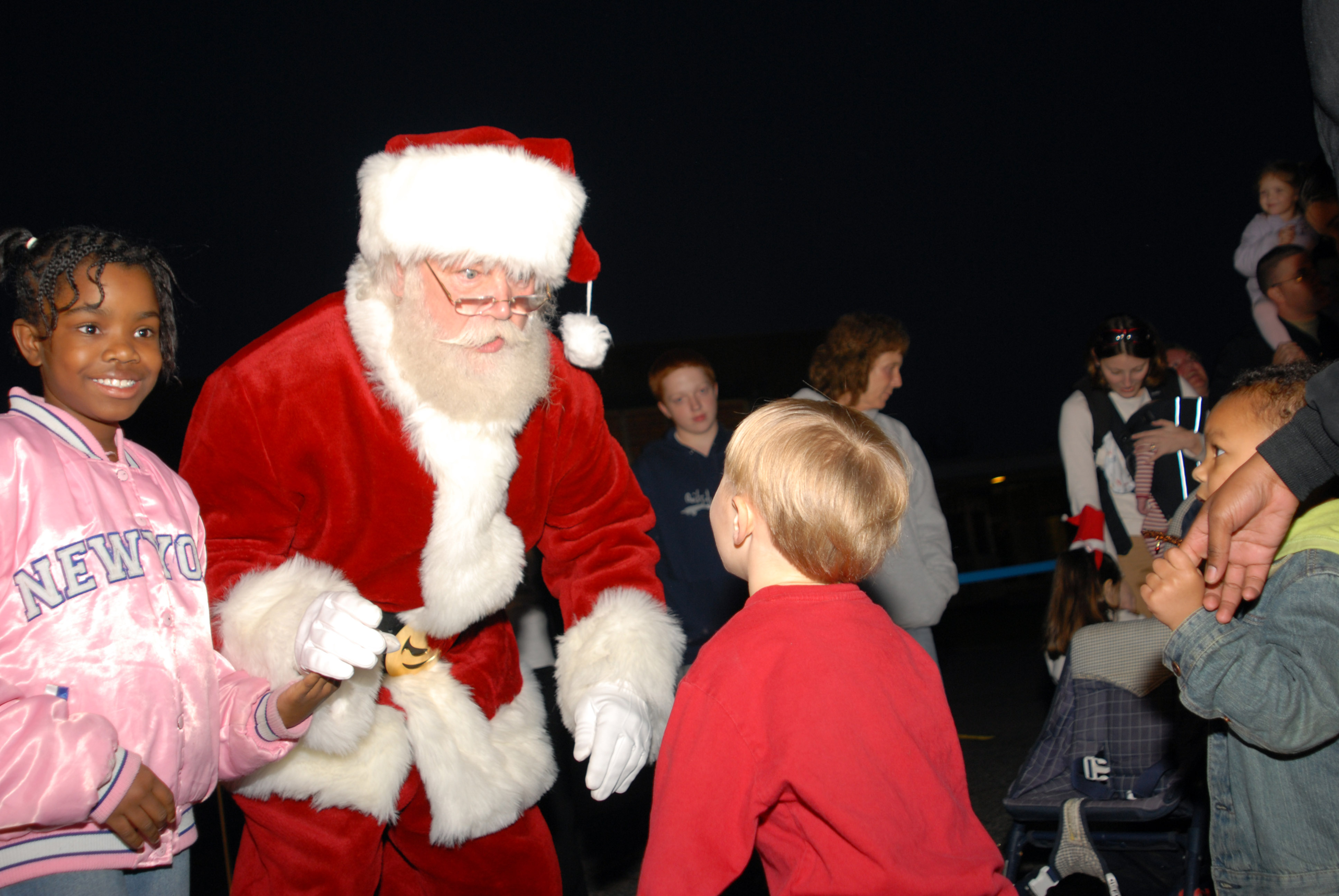
Papá Noel con niños.

Así, el mito actual cuenta que Santa Claus viviría en las proximidades del Polo norte junto a la Señora Claus y una gran cantidad de duendes navideños, que le ayudan en la fabricación de los juguetes y otros regalos que le piden los niños a través de cartas. 
Para poder transportar los regalos, Papá Noel los guardaría en un saco mágico y los repartiría a las 00:00h del día 25 de diciembre, en un trineo mágico volador, tirado por «renos navideños», dirigidos por Rodolfo (Rudolph), un reno que ilumina el camino con su nariz roja, brillante y potente, siendo el último en agregarse a la historia. 
Santa Claus podría entrar en los hogares de los niños por la chimenea u otro orificio de las casas, si éstas no disponen de una. 
Para saber qué niños merecen regalos, Santa Claus dispondría de un telescopio capaz de ver a todos los niños del mundo, además de la ayuda de otros seres mágicos que vigilarían el comportamiento de los niños. Así, si un niño se ha portado mal, se dice que quien lo vendría a visitar sería la carbonilla (nombre con el que se alude al acompañante de San Nicolás, Knecht Ruprecht), y no Santa Claus; y como castigo carbonilla le regalaría a los niños solo carbón.

## Polémica con la tradición de Santa Claus

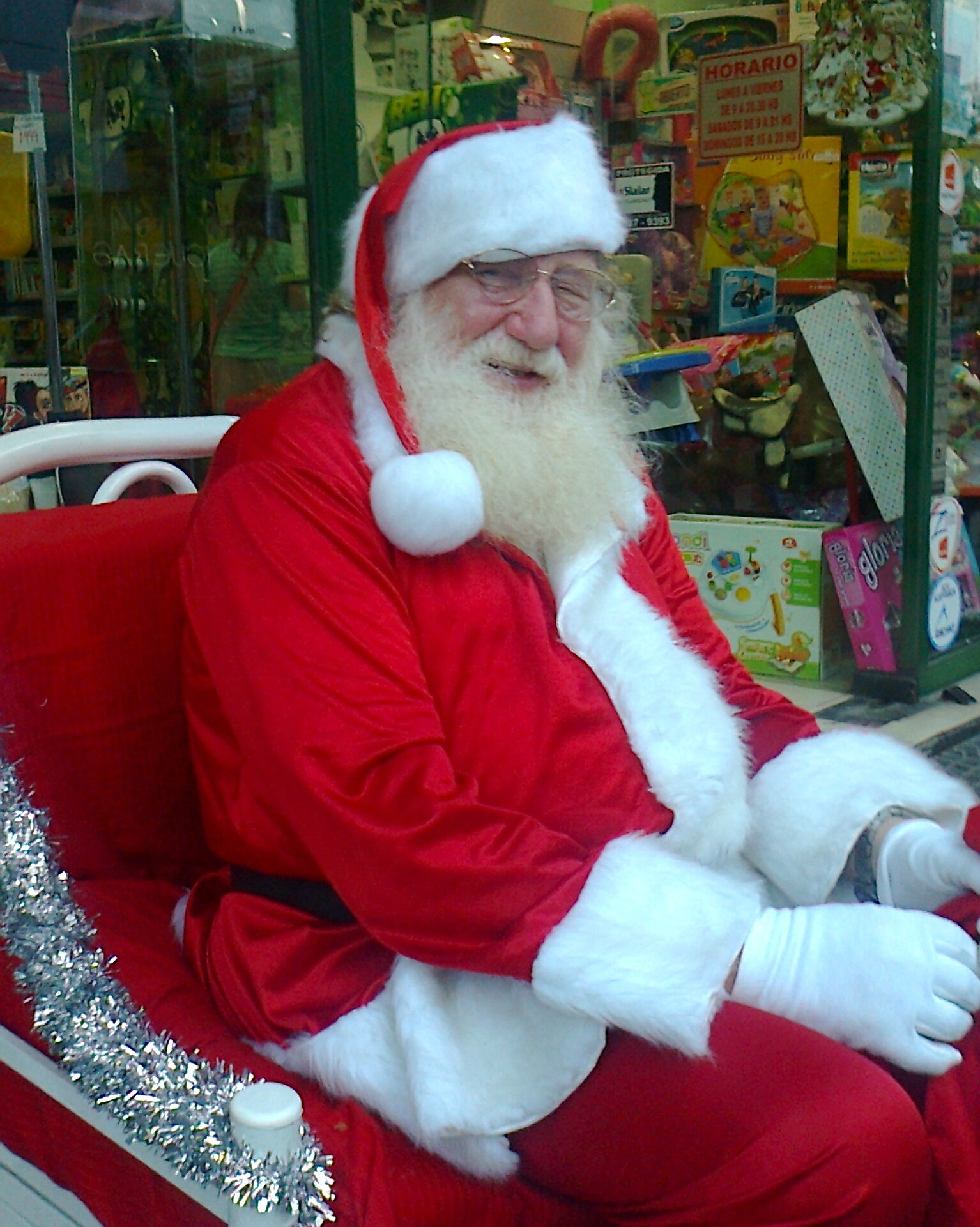
Papá Noel en la puerta de una juguetería; Buenos Aires, diciembre de 2013.

La figura de Santa Claus se ha estado rodeada de polémicas, incluyendo protestas contra su rol actual como producto comercial al servicio del consumo, el hecho de que sea una figura estadounidense intrusa, y su posible amenaza a las tradiciones religiosas locales. 
Algunos de los países donde ha habido grupos que han promovido movilizaciones en contra de Santa Claus para favorecer las tradiciones autóctonas cristianas son Alemania, Austria y República Checa.
Bettina Schade es una de las promotoras de la iniciativa para defender la figura de San Nicolás frente al Santa Claus invasor en Alemania. Bettina explicó que «el origen cristiano de la Navidad, el nacimiento de Jesús, ha sido colocado en el segundo plano. Se está volviendo cada vez más una festividad reducida a un simple comercio y compra de regalos».
En Austria, Walter Kriwetz lideró una campaña para salvar al niño Cristo (Christkind) de Santa Claus. «No estamos en contra de Santa. Él será bueno para los británicos y los estadounidenses, pero no es bueno para nosotros», argumentó.
En la República Checa también existe una campaña para defender la tradición del Niño Jesús frente a Santa Claus.

## Otros personajes relacionados
Existen otras figuras que en Nochebuena y Navidad están relacionadas con la actividad de Papá Noel:

### En España
- En el País Vasco y Navarra se encuentra el Olentzero, un carbonero bonachón que baja de los montes con un saco lleno de regalos.
- En Cataluña está el Tió de Nadal, que es una de las más curiosas figuras navideñas. En esencia es un gran tronco que se coloca en la casa, dándole de comer a partir del 8 de diciembre. Llegada la Navidad, antaño se le prendía fuego y ahora solo se le dan golpes, para obligarle a defecar pequeños regalos y chucherías.
- En Galicia se encuentra la figura del Apalpador, Apalpabarrigas o Pandigueiro. Se trata de un carbonero con vestuario andrajoso que en nochevieja entra en las casas, visita a los niños, les palpa la barriga y, si no está llena, les deja un puñado de castañas.[65]

### En América
- En Hispanoamérica es frecuente en varios países el Niñito Dios, Niño Jesús o Niño Dios, dependiendo de la religión de las personas o de las familias (católica, la mayoría de las veces en estos casos), el cual visita las casas en Nochebuena y deja regalos a los pequeños bajo el árbol navideño o al pie de la cama.